# Zatoczek przybrzeżny
Zatoczek przybrzeżny (Gyraulus riparius) – gatunek ślimaka słodkowodnego z rodziny zatoczkowatych (Planorbidae).

## Występowanie
Zasięg występowania tego gatunku obejmuje Europę od Holandii i Finlandii po Ural, Ukrainę i Morze Kaspijskie. Występuje na roślinności wodnej w wodach stojących, najczęściej w strefie przybrzeżnej jezior. W Polsce jest gatunkiem rzadkim, spotykanym na torfowiskach.

## Budowa
Muszla o wymiarach 0,5–0,8 × 2–3 mm, biaława, lekko przejrzysta i błyszcząca, słabo prążkowana, z 3–3,5 zaokrąglonymi skrętami, z tępą krawędzią na obwodzie. Górna strona jest wklęsła, a dolna płaska. Ostatni skręt szybko narastający przed otworem.